# Jean-Pierre Gorin
Jean-Pierre Gorin (ur. 17 kwietnia 1943 w Paryżu) – francuski filmowiec i profesor. 
Do najlepiej znanych jego dzieł należą te wykonane z luministą Jean-Luc Godard'em, w czasie działania tzw. Nowej Fali i były uznawane za zbyt radykalne i zasadnicze. Kiedy Gorin poznał Godarda był skrajnym lewicowcem, co miało odbicie w twórczości artysty - m.in. współpracą z Dziga Vertow Group - ugrupowaniem, które skupiało wokół siebie aktywnych politycznie producentów filmowych, z którym współpracował też i Gadard. Razem wyprodukowali serię filmów o tematyce politycznej. W połowie 1970 Gorin pozostawił Francję i przeniósł się do USA, gdzie przyjął posadę wykładowcy historii filmu i krytyki na California University w San Diego. Od 1975 prowadził fakultety ze sztuki wizualnej na UCSD. W Stanach Zjednoczonych kontynuował kręcenie filmów. Najbardziej znanym jego filmem jest Southern California trilogy.

## Wybrane dzieła
- Kompozycja nr 2
- Kompozycja nr 28
- Kompozycja plastyczno-przestrzenno-czasowa